# Żabin, Tỉnh West Pomeranian
Żabin [ˈʐabin] (trước đây là Groß Sabin của Đức) là một ngôi làng thuộc khu hành chính của Gmina Wierzchowo, thuộc quận Drawsko, West Pomeranian Voivodeship, ở phía tây bắc Ba Lan. Nó nằm khoảng 9 kilômét (6 mi) phía nam của Wierzchowo, 26 km (16 mi) về phía đông nam của Drawsko Pomorskie và 101 km (63 mi) về phía đông của thủ đô khu vực Szczecin.
Trước năm 1945, khu vực này là một phần của Đức. Đối với lịch sử của khu vực, xem Lịch sử của Pomerania.
Ngôi làng có dân số 720.